# Evarcha michailovi
De Heidespringspin Evarcha michailovi is een spinnensoort in de taxonomische indeling van de springspinnen (Salticidae).
Het dier behoort tot het geslacht Evarcha. De wetenschappelijke naam van de soort werd voor het eerst geldig gepubliceerd in 1992 door Dmitri Viktorovich Logunov.

## Galerij

Vrouwtjes
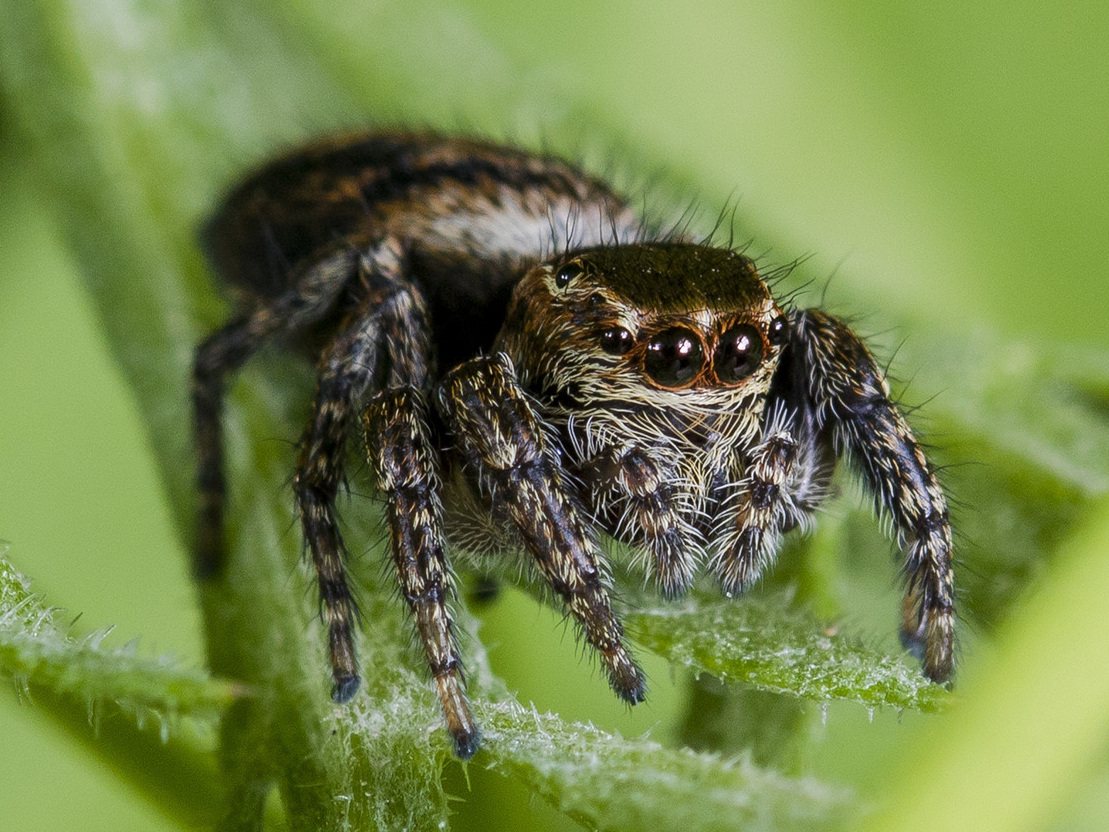
Evarcha michailovi, vrouwtje
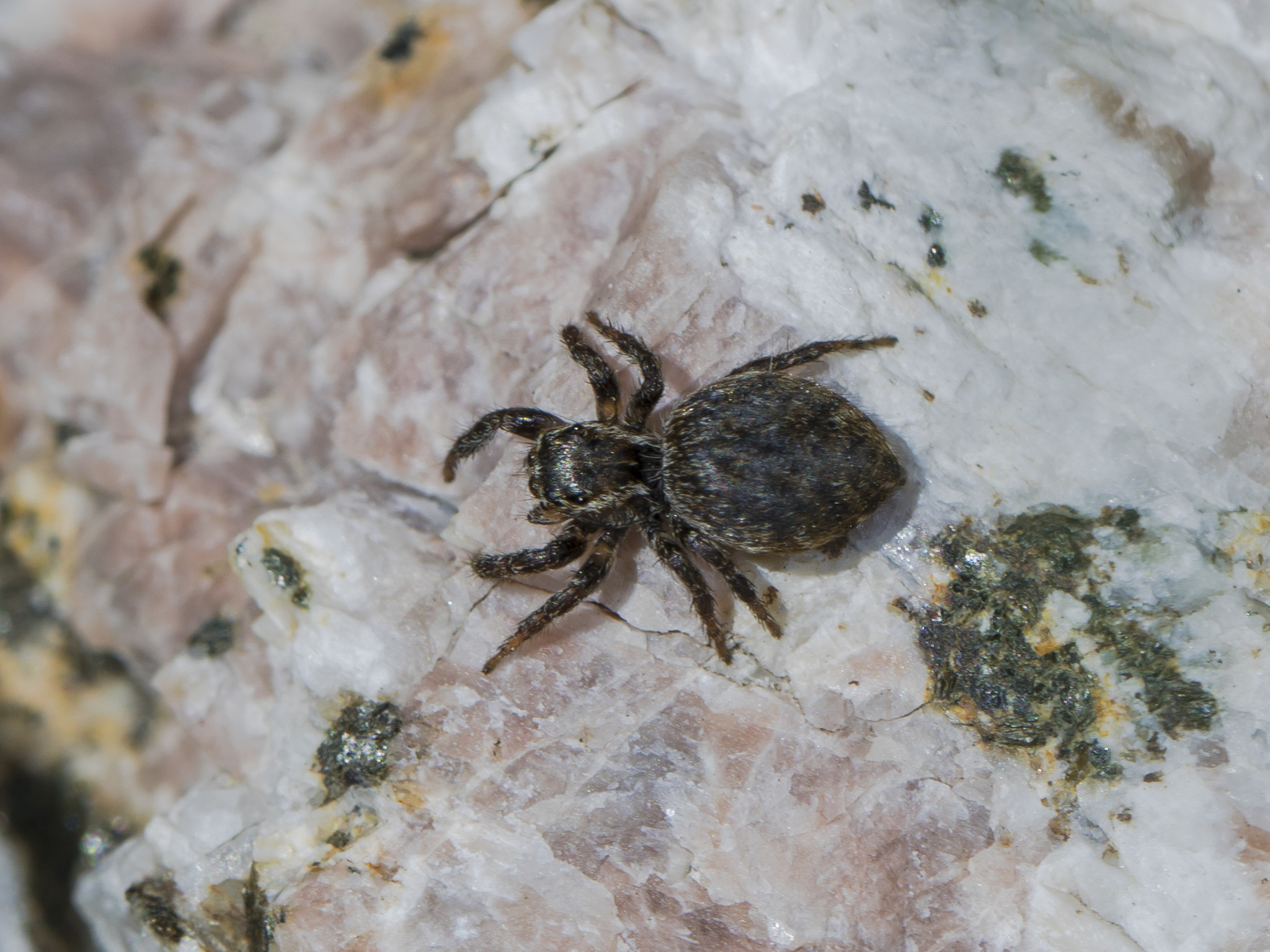
Dorsaal zicht
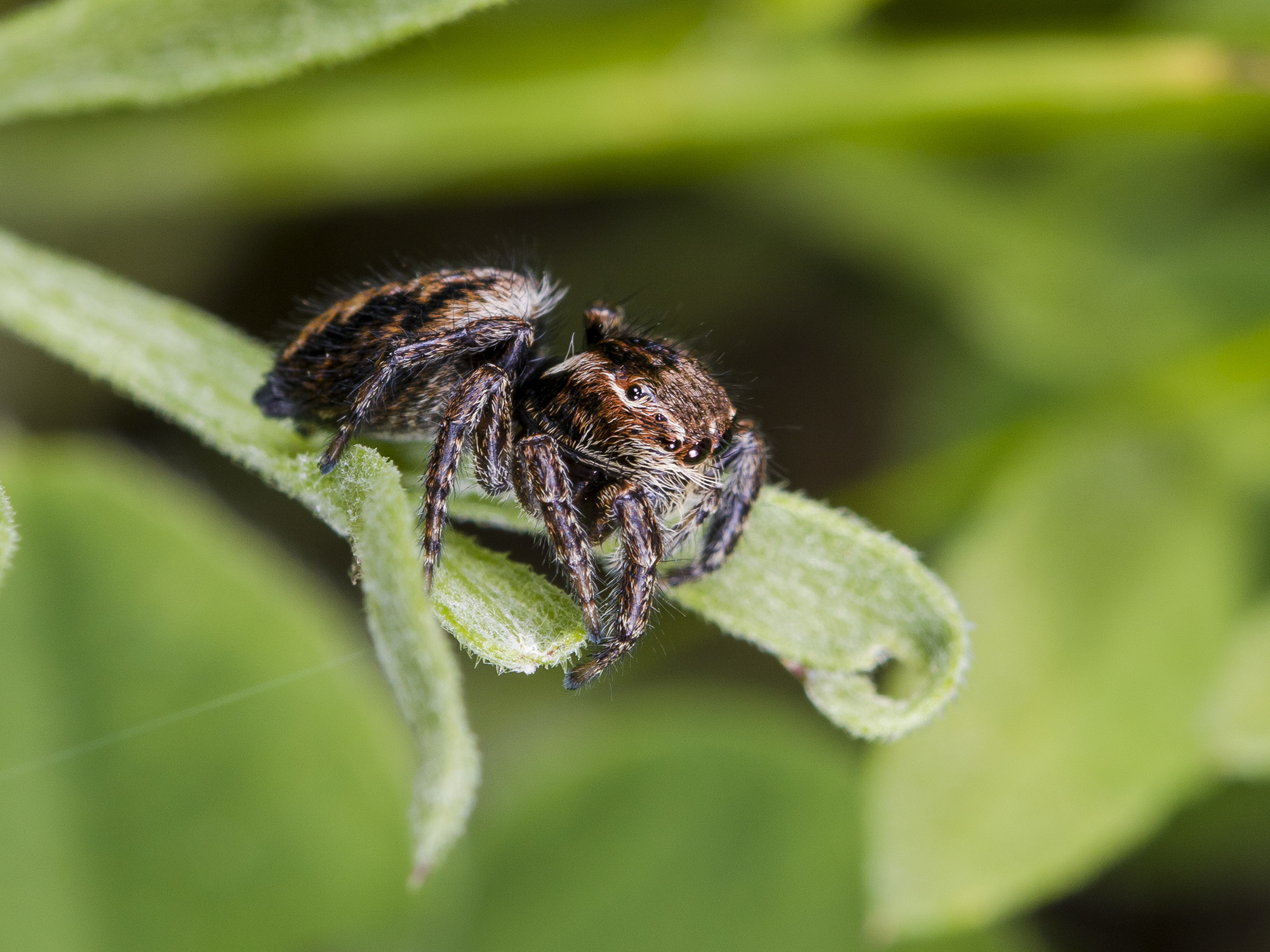
Zijdelings zicht
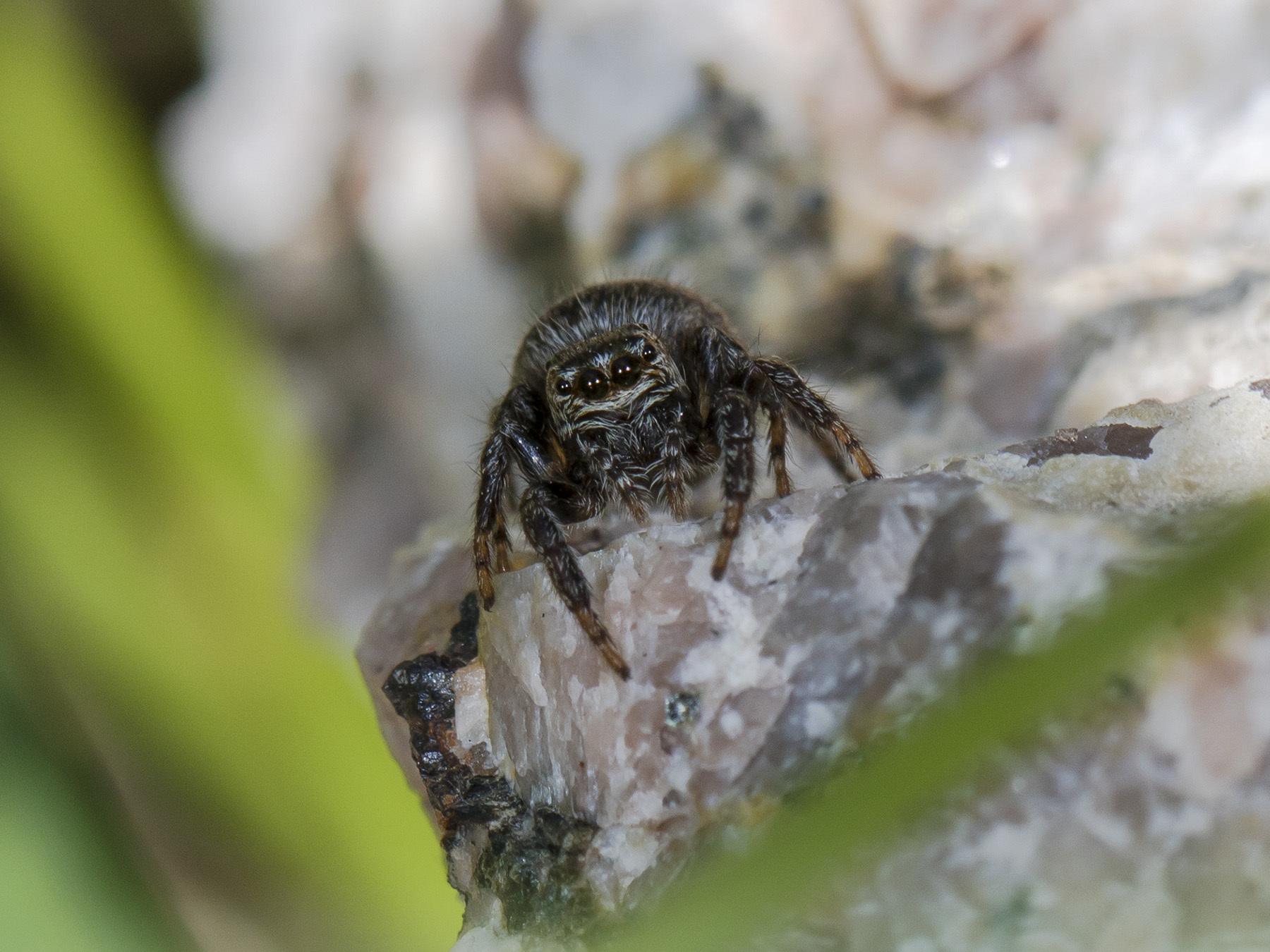
Vooraanzicht

Mannetjes
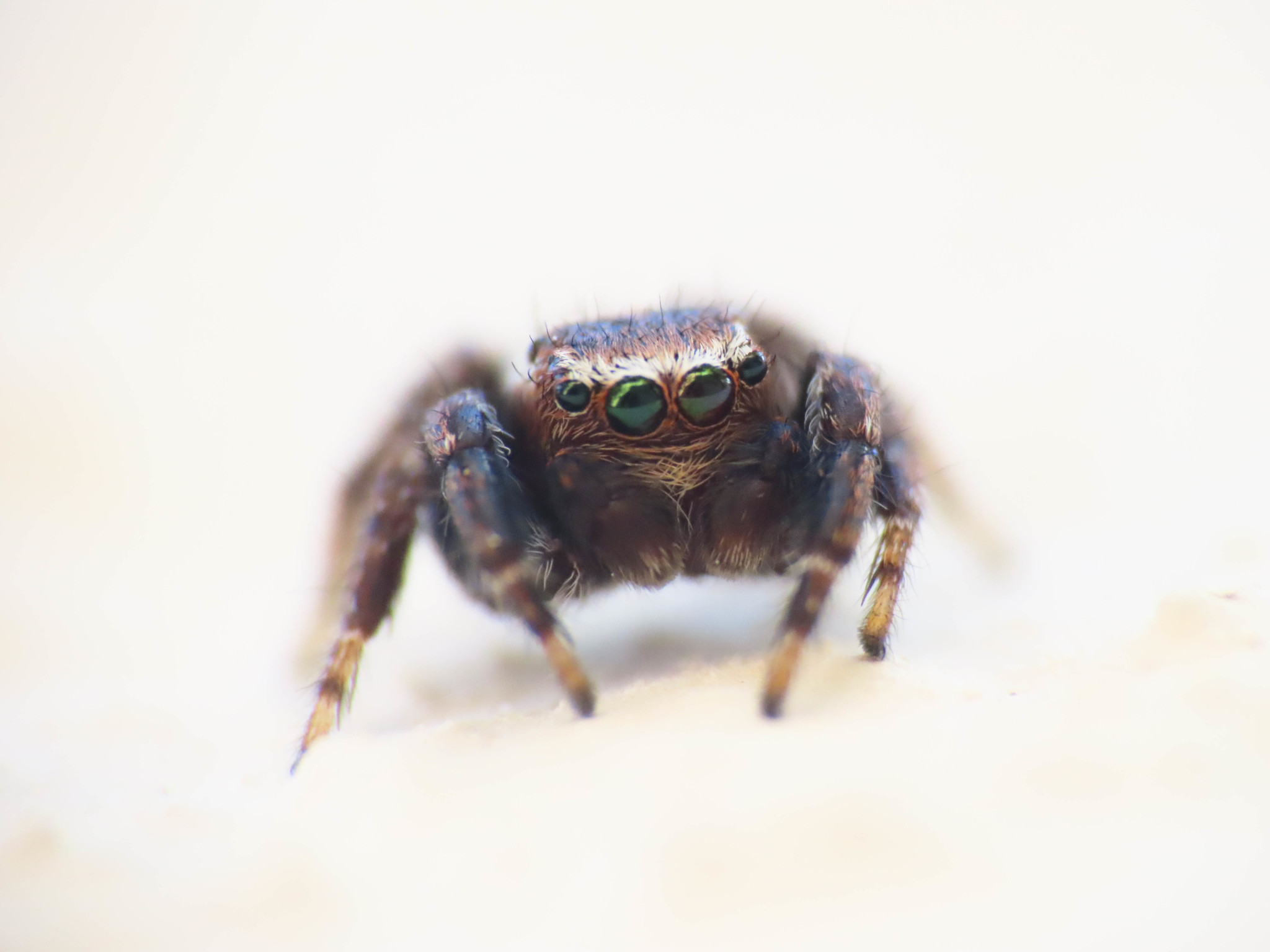
Evarcha michailovi, mannelijk
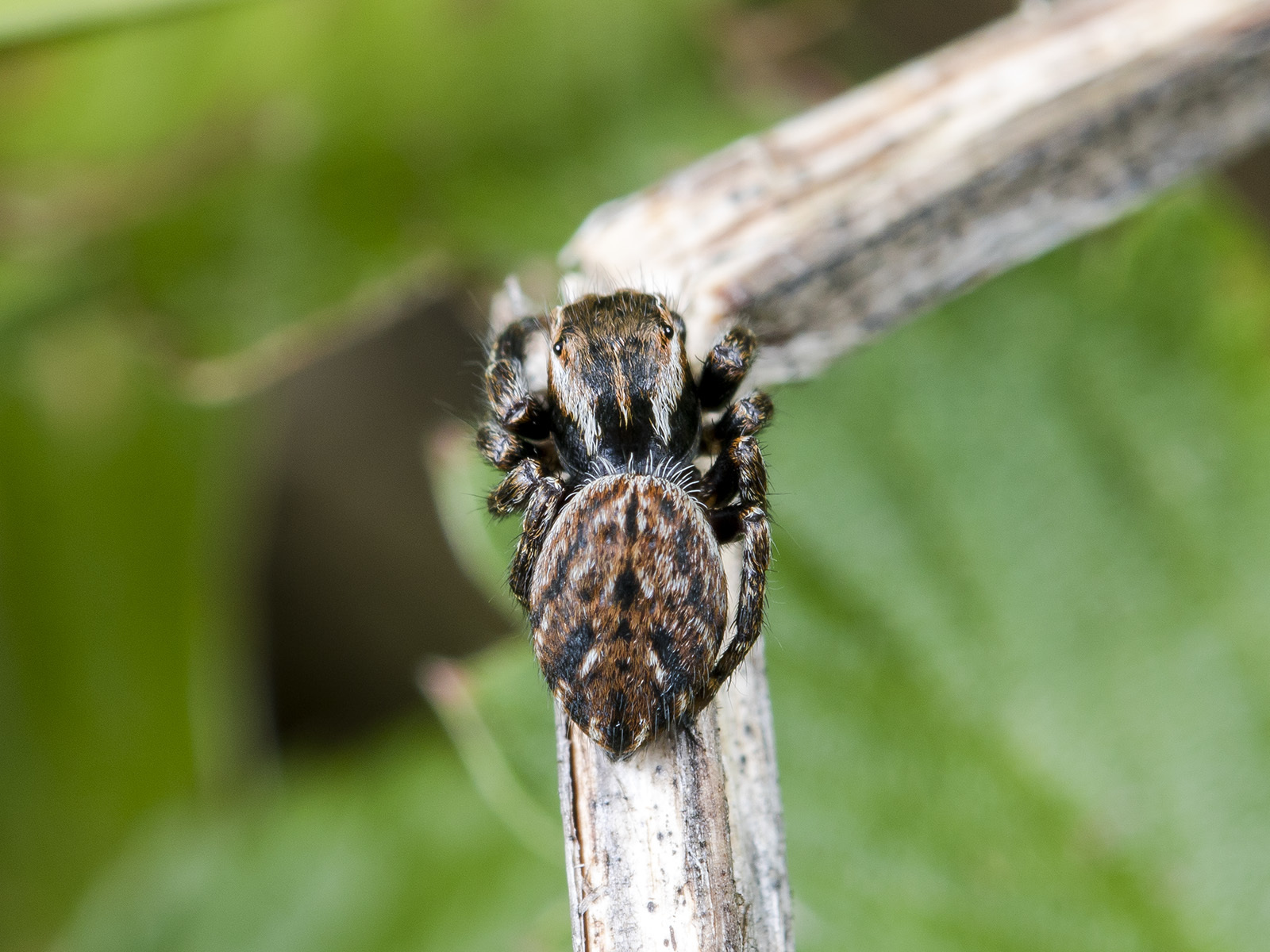
Dorsaal zicht
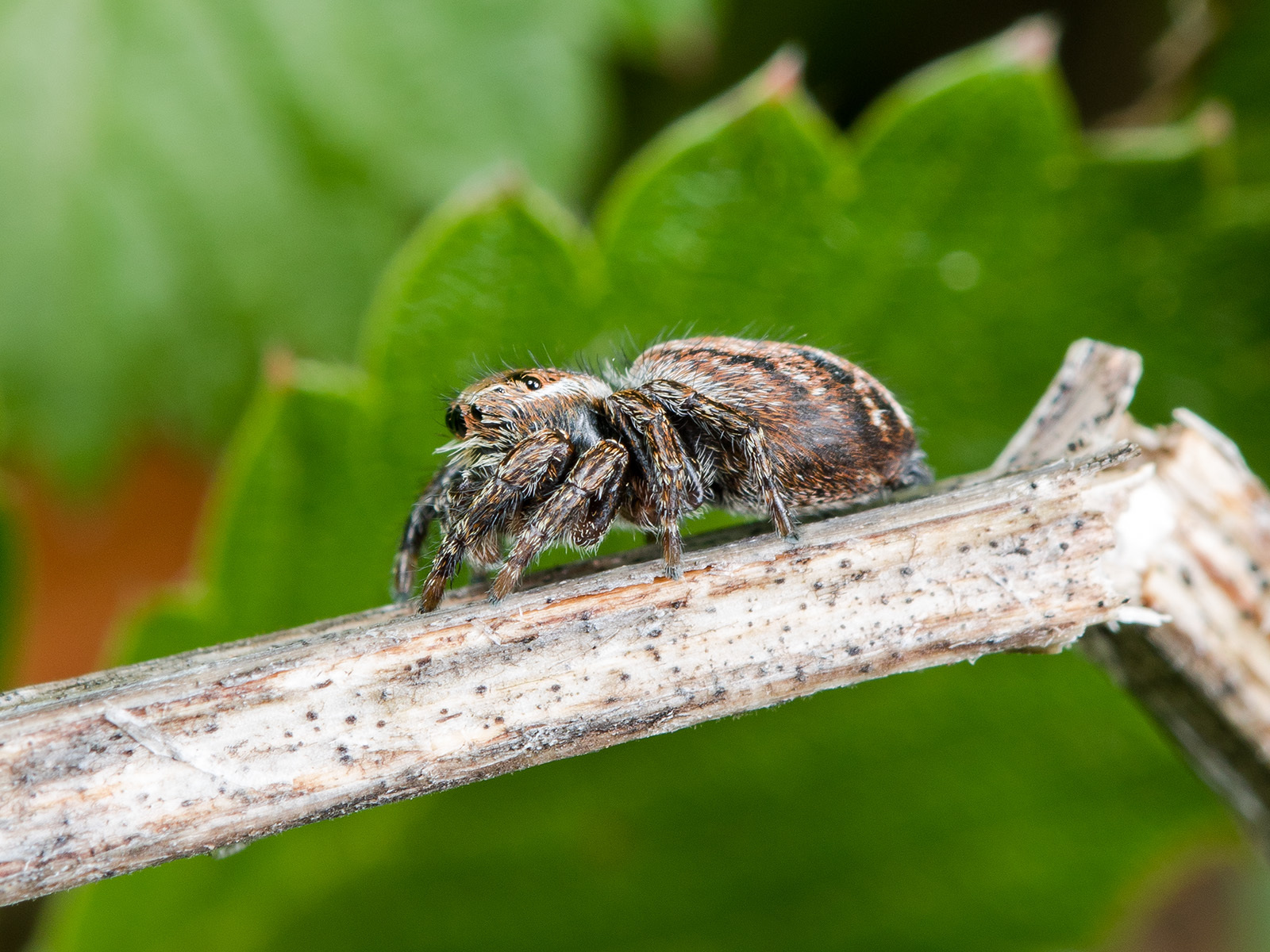
Zijdelings zicht
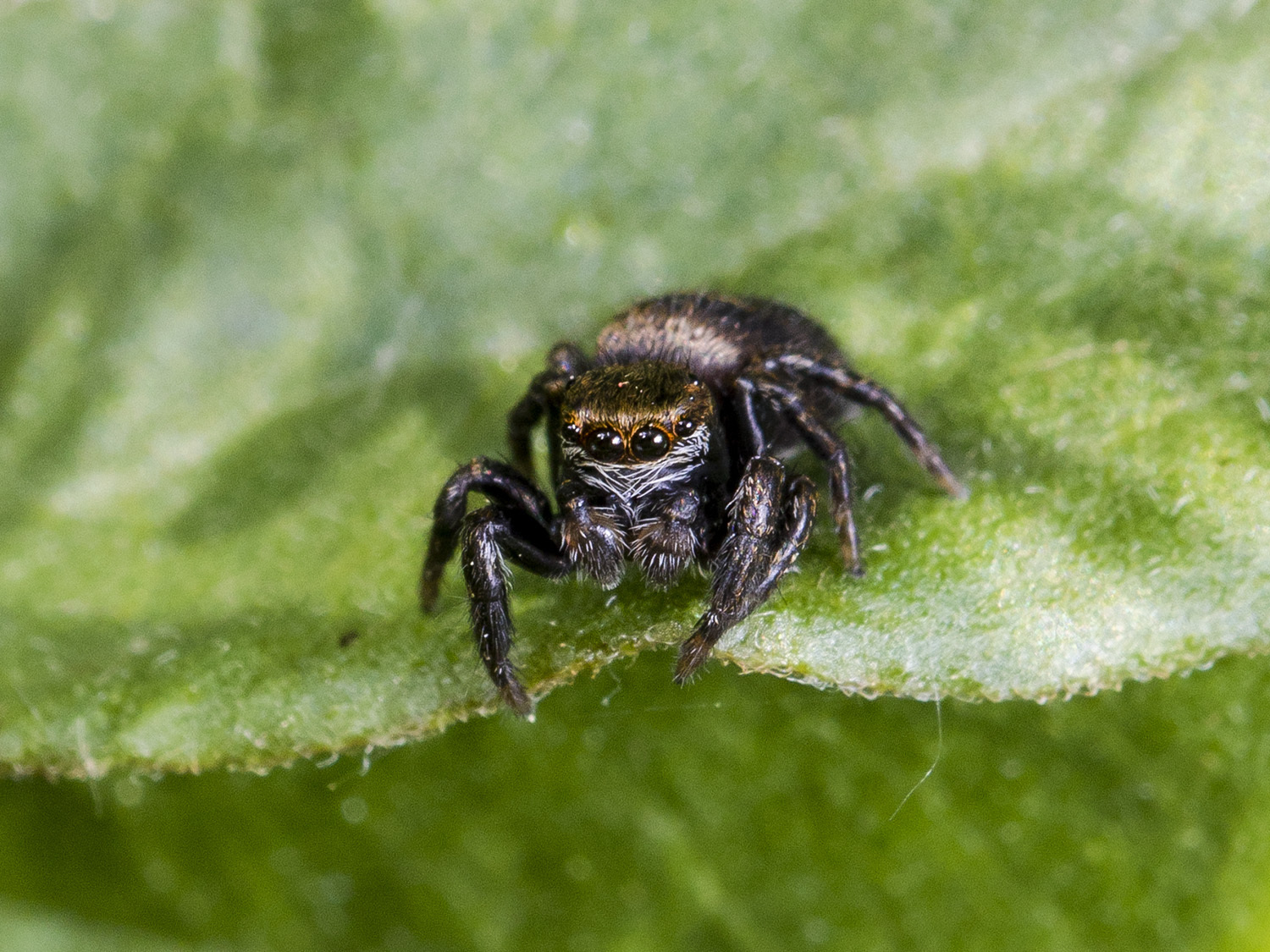
Vooraanzicht